# بيا باور
بيا باور (بالألمانية: Pia Bauer)‏ هي ممرضة ألمانية، ولدت في 5 فبراير 1871 في بوخن في ألمانيا، وتوفيت في 10 ديسمبر 1954 في هايدلبرغ في ألمانيا.